# كايترانادا
كايترانادا هو دي جيه هاييتي كندي ولد في 25 أغسطس 1992.

## وصلات خارجية
- كايترانادا على موقع IMDb (الإنجليزية)
- كايترانادا على موقع ميوزك برينز (الإنجليزية)
- كايترانادا على موقع ميوزك برينز (الإنجليزية)
- كايترانادا على موقع أول ميوزيك (الإنجليزية)
- كايترانادا على موقع أول ميوزيك (الإنجليزية)
- كايترانادا على موقع ديسكوغز (الإنجليزية)